# Herbert Kickl
Herbert Kickl (Villach, 19 oktober 1968) is een Oostenrijks politicus van de rechtse Oostenrijkse Vrijheidspartij (FPÖ). Sinds juni 2021 is hij de voorzitter van die partij. Tevens is hij sinds 2019 fractievoorzitter van de FPÖ in het Oostenrijkse parlement. Eerder diende hij ook al als minister van Binnenlandse Zaken tussen 2017 en 2019.

## Biografie

### Jeugd en opleiding
Kickl werd op 19 oktober 1968 geboren in Villach als zoon van een arbeidersgezin. Tussen 1987 en 1988 volbracht hij zijn legerdienst. In 1988 begon hij aan een studie journalistiek en politieke wetenschappen aan de Universiteit van Wenen, maar daar stopte hij al na een jaar mee. Nadien studeerde hij filosofie en geschiedenis, maar ook die studie maakte hij niet af.

### Politieke carrière
In 1995 begon Kickl bij de partijacademie van de FPÖ te werken, waarvoor hij zich bezighield met campagnestrategieën. In 2002 werd hij algemeen directeur van de academie. In die hoedanigheid schreef hij speeches voor voormalig partijleider Jörg Haider waarin hij met name kritisch was tegenover migratie. Nadat Haider de FPÖ verliet in 2005, werd Kickl benoemd tot secretaris-generaal van de partij en groeide hij uit tot een felle criticus van Haider. In 2006 werd hij verkozen als lid van de Nationale Raad, het Oostenrijkse parlement.
Via zijn extreemrechtse en populistische opvattingen werkte Kickl zich op tot een van de prominente figuren binnen de partij. Na de parlementsverkiezingen van 15 oktober 2017 werd de FPÖ de derde grootste partij met 26% van de stemmen. De partij stapte in een regering met de gematigd conservatieve ÖVP, waarbij Kickl benoemd werd tot minister van Binnenlandse Zaken. In mei 2019 geraakte de FPÖ verzeild in het Ibiza-schandaal, waarbij openbaar werd gemaakt dat enkele leidende figuren van de partij zich in 2017 schuldig hadden gemaakt aan geënsceneerde corruptiepraktijken. Kickl was niet rechtstreeks betrokken bij het schandaal, maar werd ontslagen om een transparant onderzoek naar de feiten mogelijk te maken. Bijgevolg trok de FPÖ al haar ministers terug uit de regering, die daardoor ten val kwam. Bij de vervroegde verkiezingen van 2019 moest de FPÖ sterk inleveren en verloor ze 20 zetels, waardoor ze weer in de oppositie belandde met Kickl als fractieleider.
Op 7 juni 2021 werd Kickl unaniem verkozen tot partijvoorzitter, wat bekrachtigd werd op 19 juni. Met hem aan het hoofd van de partij herstelde de FPÖ zich van het Ibiza-schandaal en maakte ze opnieuw aanspraak op een regeringsdeelname. Bij de parlementsverkiezingen van 29 september 2024 behaalde de FPÖ 28.9% van de stemmen en werd daarmee voor de eerste keer ooit de grootste partij van Oostenrijk. In eerste instantie werd de partij echter gepasseerd bij de regeringsvorming. President Alexander Van der Bellen benoemde niet Kickl, maar regerend bondskanselier Karl Nehammer van de ÖVP tot formateur. Geen enkele andere partij zag een samenwerking met de ÖVP en Kickl immers zitten. Nadat de gesprekken onder Nehammer geen resultaten hadden opgeleverd, stapte die op en kreeg Kickl begin januari 2025 alsnog de kans om een regering te vormen. Hij voerde gesprekken met de ÖVP, maar ook die leveren niets op. Uiteindelijk verving Christian Stocker van de ÖVP Kickl weer als formateur. Die vormde eind februari een regering met de sociaaldemocratische SPÖ en het liberale NEOS, die Kickl bestempelde als "een coalitie van verliezers".

## Standpunten
Kickl staat bekend om zijn extreem conservatieve standpunten en zijn populistische stijl. Hij profileert zich met name aan de hand van sterke anti-migratiestandpunten. Daarnaast wil hij extreme besparingsmaatregelen doorvoeren. Zo wil hij snijden in de subsidies voor de publieke omroep ÖRF en is hij voor de afschaffing van de Kamer van Koophandel. Tijdens de coronapandemie liet Kickl zich kritisch uit tegenover het Oostenrijkse coronabeleid en de rol van de Wereldgezondheidsorganisatie. Ook is hij tegenstander van de Europese Unie, waar hij het liefst uit zou stappen. Binnen de context van de Russische invasie van Oekraïne sinds 2022 is zijn FPÖ de enige partij in Oostenrijk die openlijk pro-Russische standpunten inneemt.
Door zijn extreemrechtse opvattingen staan andere Oostenrijkse partijen weigerachtig tegenover een samenwerking met de FPÖ en Kickl in het bijzonder. Onder zijn voorzitterschap schoof de partij steeds meer op naar rechts en werd ze soms geassocieerd met neonazisme, hoewel Kickl zichzelf nadrukkelijk distantieert van antisemitische opvattingen en uitlatingen van andere partijleden. Daarnaast geldt ook Kickls persoonlijke stijl als een bron van controverse. Zo stelde hij sinds zijn partijvoorzitterschap in 2021 dat hij Volkskanzler ("volkskanselier") wilde worden, een term waarmee Adolf Hitler door de nazi's aangeduid werd. Ook vrezen tegenstanders dat Kickl de rechtsstaat zou willen ontmantelen en een autoritaire regering zou willen installeren.